# Кошарка на Летњим олимпијским играма 2000.
Кошаркашки турнир на Летњим олимпијским играма одржаним 2000. године је петнаести по реду званични кошаркашки турнир на Олимпијским играма, а седми по реду кошаркашки турнир на Олимпијским играма на којем су учествовале жене. Турнир је одржан у Сиднеј СуперДуму и Думу у Сиднеју, Аустралија.

## Освајачи медаља
| Дисциплина | Злато            | Сребро     | Бронза    |
| ---------- | ---------------- | ---------- | --------- |
| Мушкарци   | Сједињене Државе | Француска  | Литванија |
| Жене       | Сједињене Државе | Аустралија | Бразил    |

## Учесници

### Мушкарци
| - Ангола - Аустралија - Италија - СР Југославија - Канада - Кина | - Литванија - Нови Зеланд - Русија - Сједињене Америчке Државе - Француска - Шпанија |

### Жене
| - Аустралија - Бразил - Канада - Куба - Јужна Кореја - Нови Зеланд | - Пољска - Русија - Сједињене Америчке Државе - Сенегал - Словачка - Француска |